# La Unión (Valle del Cauca)
La Unión ist eine Gemeinde (Municipio) im Departamento Valle del Cauca in Kolumbien.

## Geographie
La Unión liegt am Río Cauca in der Subregion Norte in Valle del Cauca auf einer Höhe von 975 m ü. NN, 163 km von Cali entfernt und hat eine Jahresdurchschnittstemperatur von 24 °C. Die Gemeinde grenzt im Norden an Toro, im Süden an Roldanillo, im Westen an El Dovio und Versalles und im Osten an La Victoria und Obando.

## Bevölkerung
Die Gemeinde La Unión hat 40.339 Einwohner, von denen 31.890 im städtischen Teil (cabecera municipal) der Gemeinde leben (Stand 2019).

## Geschichte
La Unión wurde 1604 gegründet und entstand um eine Hazienda herum. Der Ort erhielt 1796 einen Hauptplatz. Aufgrund von administrativen Problemen in Folge verschiedener Kriege im 19. Jahrhundert erfolgte 1880 eine erneute offizielle Gründung. Seit 1890 hat La Unión den Status einer Gemeinde. Ein vorheriger Name der Gemeinde ist Hato de Lemos.

## Wirtschaft
Der wichtigste Wirtschaftszweig von La Unión ist die Landwirtschaft. Zudem spielen Rinder- und Geflügelproduktion, Kunsthandwerk, Bergbau, Tourismus und Handel eine wichtige Rolle.